# Kaalikratern

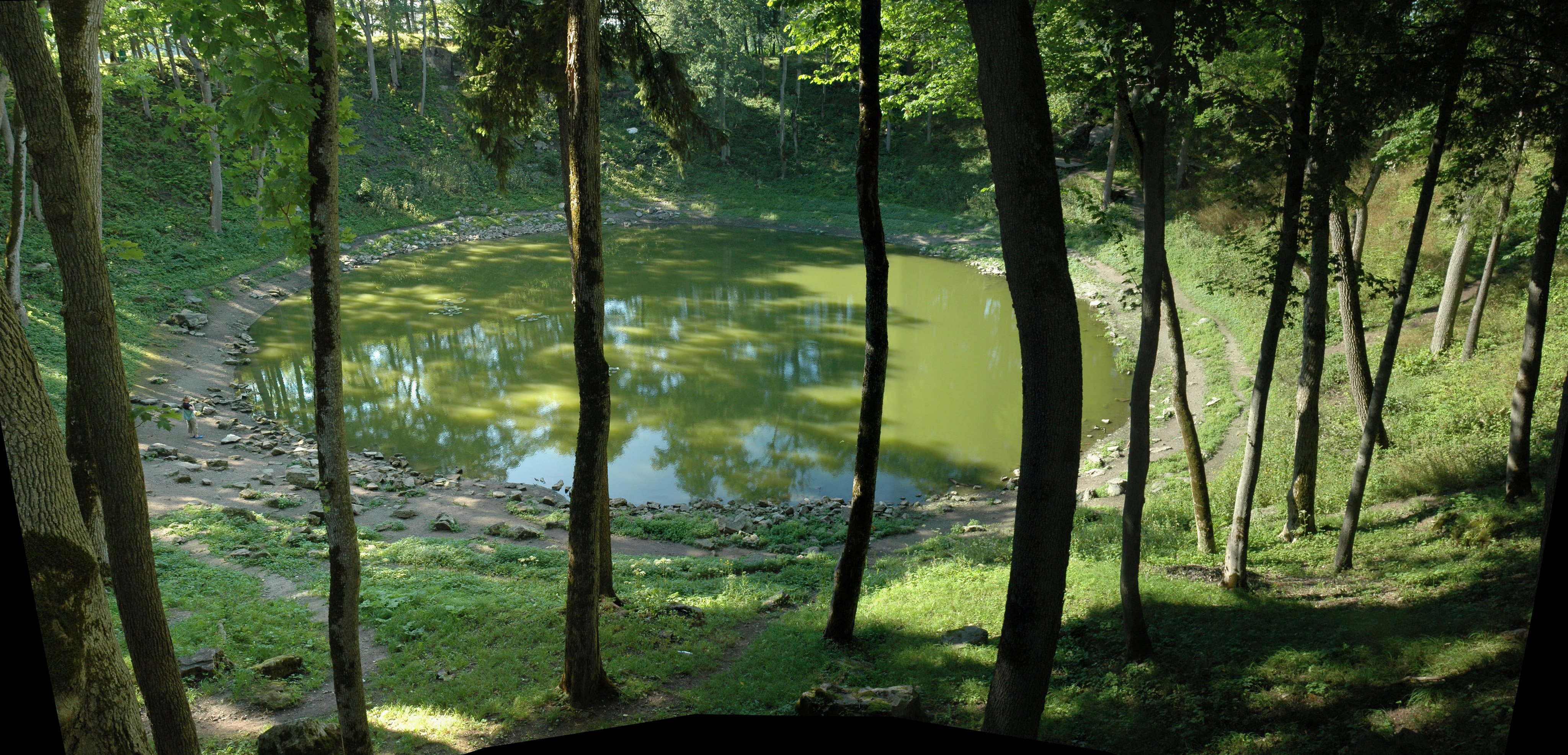
Kaalikraterns insida, vy mot kratersjön.

Kaalikratern är den största av nio nedslagskratrar i byn Kaali på ön Ösel i Estland. Kratern är en av ett fåtal kända nedslagskratrar under Holocenperioden som tros ha bildats i områden befolkade av människor. Dess ålder har varit omdiskuterad in i modern tid; senare forskning har daterat förbränt växtmaterial kring kratern till sannolikt 1530–1450 f.Kr., vilket ger en ålder på omkring 3 500 år.

## Bildande
Den förste geolog som identifierade kratern som en nedslagskrater var Ivan Reinwald, på 1920-talet. Nedslaget tros ha ägt rum under Holocen, för omkring 3 500 år sedan. Olika dateringsmetoder har givit högst varierande dateringar; från omkring 6 400 år till omkring 400 år f.Kr. En analys av silikatsfäruler från mossar i Estland indikerar en ålder på så mycket som 7 600 år, medan en studie av förhöjda Ir-signaturer i en närbelägen mosse skulle kunna indikera att kratern bildats omkring 300-talet f.Kr. Kratrarna bildades av ett meteoritnedslag vars kollisionshastighet uppskattats till mellan 10 och 20 km/s, med en total massa på mellan 20 och 80 ton, troligen från nordost.
Meteoren tros ha brutits sönder på en höjd av mellan 5 och 10 km och föll till marken i flera fragment, varav det största bildade en krater med en diameter på 110 meter och ett djup på 22 meter. Explosionen kastade ut omkring 81 000 m³ dolomit och andra bergarter och bildade ett 7 till 8 km högt, extremt hett gasflöde. Vegetationen på ett avstånd på upp till 6 kilometer från nedslagsplatsen förbrändes.
I kraterns mitt bildades Kaalisjön. Det finns åtta mindre kratrar i närheten som associeras med samma händelse, med diametrar på mellan 12 och 40 meter och djup från 1 till 4 meter. Alla har återfunnits inom en kilometer från nedslagsplatsen.

## Följder
Under antagandet att nedslaget skedde under nordisk äldre bronsålder för omkring 3 500 år sedan, som senare forskning antyder, var området skogbevuxet och hade en mänsklig befolkning som var relativt glest utspridd. Kollisionsenergin på omkring 80 TJ motsvarar 20 kiloton TNT och är jämförbar i storlek med Hiroshimabomben. Skogen inom sex kilometer från nedslagsplatsen förbrändes vid nedslaget.

## Mytologisk betydelse
Kraterns distinkta form har givit upphov till flera lokala myter kring dess uppkomst, och många försök har gjorts av bland andra Karl Kello och Lennart Meri att länka kraterns uppkomst till estnisk och finsk mytologi.

## Mänsklig bebyggelse
Ön Ösel har varit befolkad sedan före 5000 f.Kr. och arkeologiska lämningar visar på kontinuerlig bosättning. Pollenspår från sädesodling från mossar på Ösel indikerar att ön var befolkad av jordbrukare från omkring 2300 f.Kr.; det är inte klarlagt om nedslaget kan sättas i samband med den minskning av pollenspår från odling här och på det estländska fastlandet som kan observeras vid mitten av andra millenniet f.Kr. Omkring kratern finns rester av mänsklig bebyggelse från tidig järnålder, från omkring 700-talet till 200-talet f.Kr., vilket har tolkats som en befästning eller en kultplats.